# Peekskill
Peekskill, fundada en 1816, es una ciudad ubicada en el condado de Westchester en el estado estadounidense de Nueva York. En el año 2000 tenía una población de 22 441 habitantes y una densidad poblacional de 2004 personas por km². Se encuentra al sur del estado, a orillas del río Hudson.

## Celebridades
Es la ciudad natal de los actores Mel Gibson (1956) y Stanley Tucci (1960).

## Geografía
Según la Oficina del Censo, la ciudad tiene un área total de 14,2 km² (5,5 mi²), de la cual 11,2 km² (4,3 mi²) es tierra y 3 km² (1,2 mi²) (20.99%) es agua.

## Demografía
Según la Oficina del Censo en 2000 los ingresos medios por hogar en la localidad eran de $47,177, y los ingresos medios por familia eran $52,645. Los hombres tenían unos ingresos medios de $38,091 frente a los $34,757 para las mujeres. La renta per cápita para la localidad era de $22,595. Alrededor del 13.7% de la población estaban por debajo del umbral de pobreza.